# Санчес, Луис Альберто
Луис Альберто Феликс Санчес Санчес (исп. Luis Alberto Félix Sánchez Sánchez; 12 октября 1900, Лима, Перу — 6 февраля 1994, там же) — перуанский писатель, учёный и государственный деятель, премьер-министр Перу (1989).

## Биография
В 1922 г. окончил факультет искусств Национального университета Сан-Маркос со степенью доктора истории, философии и литературы. Затем в 1926 г. окончил юридический факультет того же университета. В 1921—1931 гг. преподавал в немецком колледже (Colegio Alemán).
С 1927 г, преподавал в университете в Сан-Маркос, одновременно занимается юридической практикой и журналистикой. В 1930 г. был избран президентом Национального союза журналистов.
В 1931 г. вступает в партию АПРА, став одним из её лидеров. Во время правления президента Луиса Санчеса выслан из страны (1932). Работал в качестве приглашенного профессора и журналиста на Кубе, в Центральной Америке и Эквадоре. В 1933 г. вернулся в Перу в рамках объявленной правительством амнистии. В 1934 г. был вновь депортирован.
В 1945 г. по возвращении на родину был избран депутатом Лимы. В апреле 1946 г. становится деканом факультета искусств Национального университета Сан-Маркос и его ректором. В 1948 г. администрация Хосе Бустаманте и Риверо объявила АПРА вне закона как организатора провалившегося октябрьского восстания 1948 г. Это привело к третьему периоду вынужденной эмиграции Санчеса. До 1958 г. он работал в качестве университетского преподавателя в различных странах: в Мексике, Пуэрто-Рико, на Кубе, в Гватемале, Уругвае, Панаме, Колумбии, Венесуэле, во Франции и Соединенных Штатах. По возвращении в Перу в 1958 г. вновь стал и. о. декана факультета искусств Национальный университет Сан-Маркос. В 1961—1963 и 1966—1971 гг. — ректор Университета Сан-Маркос.
- 1963—1968 гг. — сенатор, в 1965—1966 гг. — президент Сената. После переворота, совершенного генералом Хуаном Веласко Альварадо, до 1978 г. жил в эмиграции.
- 1978—1980 гг. — депутат Учредительного собрания, был избран его первым вице-президентом и председателем Главного комитета,
- 1980—1992 гг. — сенатор,
- 1985—1990 гг. — первый вице-президент Перу,
- 1989 г. — премьер-министр и глава администрации президента Перу.

Его политическая деятельность была прервана после роспуска сената президентом Фухимори в 1992 г.